# Relacions entre Austràlia i la República Popular de la Xina
Les relacions entre Austràlia i la República Popular de la Xina són les relacions internacionals entre la Mancomunitat d'Austràlia i la República Popular de la Xina.
El primer consolat xinès a Austràlia es va establir en 1909 i les relacions diplomàtiques es van establir en 1941. Austràlia va continuar reconeixent al govern de la República de la Xina després que perdés la Guerra Civil xinesa i es retirés a Taiwan en 1949, però va canviar el reconeixement a la República Popular de la Xina (RPX) el 21 de desembre de 1972. La relació entre la RPX i Austràlia ha anat millorant considerablement al llarg dels anys. Tots dos països participen activament en el pla econòmic, cultural i polític, la qual cosa abasta nombroses organitzacions internacionals com la Cooperació Econòmica de l'Àsia-Pacífic (APEC), la Cimera d'Àsia Oriental i el G20. La RPX és el major soci comercial d'Austràlia i ha invertit en empreses mineres australianes.
Les relacions entre tots dos països van començar a deteriorar-se en 2018 a causa de la creixent preocupació per la influència política xinesa en diversos sectors de la societat australiana, inclosos el Govern, les universitats i els mitjans de comunicació, així com per la postura de la Xina en la controvèrsia de la Mar de la Xina meridional, i tot això es considerava un component de la tàctica de salami de la Xina.
La pandèmia per COVID-19 ha creat problemes i tensions entre els països, especialment les crides d'Austràlia perquè es dugui a terme una recerca independent sobre el brot de coronavirus. Poc després, la RPX va canviar les seves polítiques comercials en que va imposar entre aranzels a Austràlia a una dotzena d'importacions com el vi, l'ordi i carn de bou. Austràlia va qualificar el canvi com una «coerció econòmica».

## Oficines diplomàtiques
L'ambaixada xinesa es troba a Canberra (en el suburbi de Yarralumla), en Territori de la Capital Australiana, a Austràlia. Té consolats en les principals ciutats; Sydney, Melbourne, Brisbane, Perth i Adelaida.
L'ambaixada australiana es troba a Pequín. Austràlia també té consolats en diversos ciutats importants; Xangai, Canton, Chengdu, Shenyang i Hong Kong.